# Aladino Govoni
Aladino Govoni (Tamara, 17 novembre 1908 – Roma, 24 marzo 1944) è stato un militare e partigiano italiano, vittima dell'eccidio delle Fosse Ardeatine, medaglia d'oro al valor militare alla memoria.

## Biografia
Figlio del poeta Corrado Govoni, laureato in scienze economiche e commerciali, ricopre il grado di capitano nel primo reggimento granatieri a Roma dopo il ritorno dai Balcani. Trovatosi nella capitale nei giorni intorno all'8 settembre 1943, partecipa ai combattimenti di Cecchignola e Porta San Paolo. Passa quindi alla clandestinità, militando nel gruppo Bandiera Rossa, e diventa subito un efficiente comandante di spedizioni militari contro i nazifascisti.
Aladino Govoni, Unico Guidoni, Uccio Pisino, Ezio Lombardi e Tigrino Sabatini (quest'ultimo fucilato a Forte Bravetta) vengono arrestati nel febbraio 1944 dagli uomini della Gestapo, informati di una riunione in una latteria in via Sant'Andrea delle Fratte. L'informatore era il sottotenente delle SS italiane Mauro De Mauro, infiltrato in Bandiera Rossa dai nazifascisti. In quel periodo Mauro De Mauro era vice questore di Pubblica Sicurezza sotto il questore Pietro Caruso, informatore del capitano delle SS Erich Priebke e del colonnello Herbert Kappler e fa parte della famigerata Banda Koch. Dopo essere stato torturato a lungo, Aladino Govoni viene finito alle Fosse Ardeatine. Suo padre comporrà il poema La fossa carnaia ardeatina nel novembre 1944.